# Kvasiperfekt tal
Inom talteorin är ett kvasiperfekt tal ett naturligt tal n för vilket summan av alla sina delare är lika med 2n + 1. Kvasiperfekta tal är ymniga. Inga kvasiperfekta tal har hittats hittills, men det har visats att om något kvasiperfekt tal existerar måste det vara större än 1035 och ha åtminstone sju delare.